# Tidlig musik
Tidlig musik, eller musica antiqua, er et etableret udtryk for den ældste nedskrevne vestlige musik, der blev skrevet før wienerklassikken. Perioden omfatter antik musik (før år 500), musik fra middelalderen (500-1400) og renæssancemusik (cirka 1400-1600).
Ifølge Storbritanniens National Centre for Early Music dækker termen "tidlig musik" både over et repertoire (europæisk musik skrevet mellem 1250 og 1750, der omfatter middelalder-, renæssance- og barokmusik og en historisk informeret tilgang til denne musik. I dag inkluderer dette term dog "alt musik, for hvilken en historisk passende stil til optrædener må rekonstrueres på grundlag af overlevende noder, afhandlinger, instrumenter og andre nutidige beviser."